# 奧敦保和
奥敦保和，蒙古帝国官员，金朝末年女真人，奥敦氏，奥敦世英的弟弟。
蒙古南下，奥敦保和和兄长奥敦世英率淄州百姓降附铁木真，担任万户。后来升任德兴府元帅，再改雄州总管。以元帅领真定、保定，顺德诸道农事，共开垦良田二十余万亩。官至真定路劝农事，兼领诸署。五十六岁致仕。奥敦保和四子：奥敦希恺，奥敦希元，奥敦希鲁，奥敦希尹。